# General Ignacio Zaragoza, Veracruz
General Ignacio Zaragoza är en ort i Mexiko.   Den ligger i kommunen Chicontepec och delstaten Veracruz, i den sydöstra delen av landet, 210 km nordost om huvudstaden Mexico City. General Ignacio Zaragoza ligger 108 meter över havet och antalet invånare är 290.
Terrängen runt General Ignacio Zaragoza är platt åt nordost, men åt sydväst är den kuperad. Runt General Ignacio Zaragoza är det ganska tätbefolkat, med 83 invånare per kvadratkilometer. Närmaste större samhälle är Chicontepec de Tejada, 11,3 km söder om General Ignacio Zaragoza. Trakten runt General Ignacio Zaragoza består till största delen av jordbruksmark.